# 1973-as magyar atlétikai bajnokság
Az 1973-as magyar atlétikai bajnokság a 78. bajnokság volt. A háromezer méteres női síkfutással bővült ki a program.

## Helyszínek
- mezei bajnokság: április 1., Pesthidegkút, repülőtér
- ügyességi csapatbajnokság: május 5–6., Népstadion
- 50 km-es gyaloglás: május 27., Népliget
- 20 km-es gyaloglás: június 24., Ajka, Bauxit lakótelep
- összetett bajnokság: július 14., Népstadion
- pályabajnokság: július 20–22., Népstadion
- maraton: szeptember 9., Nyíregyháza – Nagyhalász – Nyíregyháza
- váltóbajnokság: október 20–21., Népstadion

## Eredmények

### Férfiak
| Versenyszám                       | Arany                                                                                    | Arany      | Ezüst | Ezüst      | Bronz | Bronz     |
| --------------------------------- | ---------------------------------------------------------------------------------------- | ---------- | --- | ---------- | --- | --------- |
| 100 m                             | Gresa Lajos Gödöllői EAC                                                                 | 10,7       | Farkas Tibor Bp. Honvéd | 10,8       | Lépold Endre Mohácsi TE | 10,8      |
| 200 m                             | Farkas Tibor Bp. Honvéd                                                                  | 21,1       | Lépold Endre Mohácsi TE | 21,2       | Rózsa István MTK | 21,3      |
| 400 m                             | Rózsa István MTK                                                                         | 46,7       | Árva István Újpesti Dózsa | 47,1       | Patty István Pécsi EAC | 47,8      |
| 800 m                             | Fekete Sándor Újpesti Dózsa                                                              | 1:49,2     | Hrenek János Bp. Postás | 1:50,3     | Korompai Miklós Bp. Spartacus                                                                                                 | 1:50,4    |
| 1500 m                            | Török János Bp. Honvéd                                                                   | 3:48,8     | Molnár György Bp. Vasas | 3:48,9     | Rábold Gusztáv Bp. Spartacus                                                                                                  | 3:49,0    |
| 5000 m                            | Bátori Gábor MAFC                                                                        | 14:02,6    | Mohácsi Péter MTK | 14:04,6    | Mecser Lajos Salgótarjáni BTC                                                                                                 | 14:05,4   |
| 10 000 m                          | Tóth Béla Újpesti Dózsa                                                                  | 29:16,0    | Mecser Lajos Salgótarjáni BTC | 29:19,4    | Babinyecz József Csepel SC | 29:31,8   |
| 4 × 100 m október 20–21.          | Kandár Tibor Aradi János Magyar Gyula Farkas Tibor Bp. Honvéd                            | 40,9       | Pajor Ferenc Árva István Rusznák Sándor Bátori István Újpesti DózsaFöldessy József Rózsa István Kerékgyártó László Kovács József MTK | 41,3       | |           |
| 4 × 200 m                         | Pajor Ferenc Rusznák Sándor Árva István Bátori István Újpesti Dózsa                      | 1:26,2     | Földessy József Kovács József Kerékgyártó László Rózsa István MTK                                                                    | 1:26,7     | Kandár Tibor Milassin Lóránd Aradi János Farkas Tibor Bp. Honvéd                                                              | 1:27,5    |
| 4 × 400 m                         | Bátori István Rusznák Sándor Zsinka András Árva István Újpesti Dózsa                     | 3:12,7     | Milassin Lóránd Benyovszky István Aradi János Magyar Gyula Bp. Honvéd                                                                | 3:15,6     | Farkas Róbert Szabó István Gergely Béla Füzi Zoltán Keszhelyi HaladásHausz Frigyes Schmudla Mihály Lipcsei Batizi György MAFC | 3:18,5    |
| 4 × 800 m                         | Árva István Németh Gyula Zsinka András Fekete Sándor Újpesti Dózsa                       | 7:40,0     | Molnár György Rózsa István Bocska Imre Balogh Bp. Vasas                                                                              | 7:47,3     | Kőfalvi Jenő Ligetkuti Ákos Horváth Kiss Ernő Bp. Építők                                                                      | 7:48,1    |
| 4 × 1500 m                        | Benyovszki István Szekeres János Török János Kocsis László Bp. Honvéd                    | 15:45,5    | Németh Gyula Máté Sándor Szántó Tamás Zsinka András Újpesti Dózsa                                                                    | 15:45,6    | Bátori Gábor Barnaki Ferenc Kovács B. Nagy Péter MAFC                                                                         | 15:52,5   |
| 110 m gát                         | Milassin Lóránd Bp. Honvéd                                                               | 14,0       | Mélykúti Béla Bp. Spartacus | 14,5       | Bognár László VM Közért | 14,5      |
| 400 m gát                         | Árva István Újpesti Dózsa                                                                | 51,3       | Kövesdi István Ózdi Kohász | 52,9       | Aradi János Bp. Honvéd | 52,9      |
| 3000 m akadály                    | Máthé Sándor Újpesti Dózsa                                                               | 8:47,0     | Németh Gyula Újpesti Dózsa | 8:55,8     | Kocsis László Bp. Haladás | 8:59,2    |
| 20 km gyaloglás június 24.        | Fórián Sándor Kazincbarcikai Vegyész                                                     | 1:31:52,0  | Antal Andor Szegedi VSE | 1:32:00,4  | Tábori János Bp. Honvéd | 1:32:22,0 |
| 50 km gyaloglás                   | Danovszky Ferenc Bp. Építők                                                              | 4:23:15,8  | Kiss Antal Tatabányai Bányász | 4:27:40,4  | Sztankovics Imre BEAC | 4:28:14,6 |
| magasugrás                        | Major István Bp. Honvéd                                                                  | 212 cm     | Szórád Péter Csepel SC | 208 cm     | Kelemen Endre Újpesti Dózsa                                                                                                   | 208 cm    |
| távolugrás                        | Kalocsai Henrik Ganz-MÁVAG                                                               | 772 cm     | Pajor Ferenc Újpesti Dózsa | 751 cm     | Kandár Tibor Bp. Honvéd | 746 cm    |
| hármasugrás                       | Kalocsai Henrik Bp. Honvéd                                                               | 16,08 m    | Ivanov Dragan Kaposvári Dózsa | 15,93 m    | Cziffra Zoltán Bp. Honvéd | 15,91 m   |
| rúdugrás                          | Viskovics Károly Újpesti Dózsa                                                           | 500 cm     | Steinhacker Róbert Bp. Spartacus | 500 cm     | Weisz János Bp. Honvéd | 490 cm    |
| súlylökés                         | Faragó János Diósgyőri VTK                                                               | 19,19 m    | Nagy György BEAC | 18,70 m    | Varjú Vilmos Újpesti Dózsa | 18,18 m   |
| diszkoszvetés                     | Fejér Géza Bp. Honvéd                                                                    | 62,38 m    | Murányi János Bp. Spartacus | 61,08 m    | Faragó János Diósgyőri VTK | 58,70 m   |
| gerelyhajítás                     | Németh Miklós Bp. Vasas                                                                  | 80,54 m    | Csík József Bp. Építők | 78,66 m    | Boross Sándor Újpesti Dózsa                                                                                                   | 77,14 m   |
| kalapácsvetés                     | Encsi István Bp. Építők                                                                  | 71,20 m    | Eckschmiedt Sándor Újpesti Dózsa | 68,48 m    | Németh Pál Szombathelyi SE | 64,46 m   |
| tízpróba július 14.               | Raáb Tibor Diósgyőri VTK                                                                 | 7118       | Hausz Frigyes MAFC | 6892       | Héda Tibor TFSE | 6768      |
| maraton szeptember 9.             | Szekeres Ferenc Csepel SC                                                                | 2:28:42,0  | Tóth Gyula Ózdi Kohász | 2:37:18,6  | Klekner László Vasas Izzó | 2:42:44,8 |
| mezei futás (13,5 km) április 1.  | Mecser Lajos Salgótarjáni BTC                                                            | 41:38,0    | Tóth Béla Újpesti Dózsa | 41:54,0    | Babinyecz József Csepel SC | 42:03,4   |
| kis mezei futás (8 km) április 1. | Mohácsi Péter MTK                                                                        | 25:23,4    | Pfeffer Ottó MTK | 25:28,2    | Szekeres János Bp. Honvéd | 25:34,6   |
| csapat 20 km gyaloglás június 24. | Tábori János Dalmati János Ruttkai Zoltán Bp. Honvéd                                     | 4:50:42,0  | Kiss Antal Schiller Tivadar Barczai József Tatabányai Bányász                                                                        | 4:59:17,2  | Danovszky Ferenc Jung András Török Mihály Bp. Építők                                                                          | 5:05:28,4 |
| csapat 50 km gyaloglás            | Kiss Antal Schiller Tivadar Szabó János Tatabányai Bányász                               | 13:55:37,2 | Danovszky Ferenc Bp. Építők | 14:39:37,4 | |           |
| csapat 5000 m                     | Fancsali András Tóth Béla Máthé Sándor Kerékjártó István Németh Gyula Újpesti Dózsa      | 51         | Szekeres János Kocsis János Török János Rónaszéki János Benyovszky István Bp. Honvéd                                                 | 63         | Szekeres Ferenc Babinyecz József Kárai Kázmér Harmati József Mocsári Endre Csepel SC                                          | 67        |
| csapat maraton szeptember 9.      | Szekeres Ferenc Mocsári Endre Madarasi Péter Csepel SC                                   | 8:31:06,8  | Vincze István Vansz István Czövek István Diósgyőri VTK                                                                               | 9:02:34,2  | Szabó János Schiller Tivadar Penczer Sándor Tatabányai Bányász                                                                | 9:34:06,4 |
| csapat magasugrás május 5–6.      | Major István Katona Gábor Juhász Árpád Gábossy Lajos Noszály Sándor Bp. Honvéd           | 204,0 cm   | Szepesi Ádám Györke László Kiss András Krasevecz Ferenc Kiss L. BEAC                                                                 | 195,8 cm   | Szórád Péter Kövesi Tibor Gerstenbreck Tibor Schramek Gyula Bartha Attila Csepel SC                                           | 194,0 cm  |
| csapat távolugrás                 | Katona Gábor Kandár Tibor Cziffra Zoltán Sárközi András Balogh Miklós Bp. Honvéd         | 731,2 m    | Pajor Ferenc Viskovics Károly Herczegh Ferenc Kőrösi András Kiss Újpesti Dózsa                                                       | 686,8 cm   | Láng Gyula Nyerges Mihály Szepesi Ádám Kiss László Blazsek Gyula BEAC                                                         | 678,2 cm  |
| csapat hármasugrás                | Katona Gábor Cziffra Zoltán Balogh Miklós Sárközi András Kiss Tibor Bp. Honvéd           | 15,146 m   | Kiss László Blazsek Gyula Úri József Andor György Róth Ferenc BEAC                                                                   | 14,210 m   | Ivanov Dragan Záborszki Tibor Kaiser János Király László Sellei Kaposvári Dózsa                                               | 13,478 m  |
| csapat rúdugrás                   | Viskovics Károly Anderle Dénes Pfeiffer László takács Tamás Radosza István Újpesti Dózsa | 438 cm     | Weisz János Franke László Szmodics József Kiss Kálmán Bozóki József Bp. Honvéd                                                       | 408,0 cm   | Steinhacker Róbert Kalmár Mihály Moldvai Ferenc Tamás Pankaszi Ferenc Bp. Spartacus                                           | 406,0 cm  |
| csapat súlylökés                  | Holub Sándor Fejér Géza Horváth István Varga Miklós Horváth Géza Bp. Honvéd              | 16,068 m   | Teveli Mihály Jáka Károly Nagy Zsigmond Vargha Reischel Bp. Vasas                                                                    | 15,270 m   | Varjú Vilmos Hoffmann János Biró András Zsivótzky Gyula Szabó László Újpesti Dózsa                                            | 14,428 m  |
| csapat diszkoszvetés              | Fejér Géza Szauer Pál Horváth Géza Holub Sándor Horváth István Bp. Honvéd                | 52,932 m   | Faragó János Farkas Gyula Keszi Zoltán Raáb Tibor Csipke András Diósgyőri VTK                                                        | 45,684 m   | Nagy György Erdei László Csiszár Ferenc Czabán Dániel Erki Imre BEAC                                                          | 45,536 m  |
| csapat gerelyhajítás              | Boros Sándor Zarubay Iván Szabó László Krasznai Sándor Abaházi István Újpesti Dózsa      | 63,592 m   | Kulcsár Gergely Rédli József Kemény László Hegedűs Imre Choma Balázs TFSE                                                            | 60,632 m   | Erdélyi György Merán István Szepesi Ádám Nyerges Mihály Ferenczi BEAC                                                         |           |
| csapat kalapácsvetés              | Kapusi János Zeitler Kálmán Farkas János Fejér Géza Almási László Bp. Honvéd             | 59,356 m   | Eckschmiedt Sándor Zsivótzky Gyula Szabó László Elek György Csík Dezső Újpesti Dózsa                                                 | 55,352 cm  | Sajtár Lajos Krupp Miklós Bozsa Lajos Mecseki Attila Vályi Ferenc Bp. Vasas                                                   | 54,168 m  |
| tízpróba csapat július 14.        | Raáb Tibor Farkas Ferenc Fóris Antal Diósgyőri VTK                                       | 19 906     | Héda Tibor Tárnok Dezső Veres Lajos TFSE                                                                                             | 19 787     | Nyerges Mihály Szepesi Ádám Skoumal András BEAC                                                                               | 19 096    |
| csapat mezei futás április 1.     | Babinyecz József Kárai Kázmér Szekeres Ferenc Janek György Janek Zoltán Csepel SC        | 40         | Tóth Béla Máté Sándor Fancsali András Albert Albert Németh Gyula Újpesti Dózsa                                                       | 56         | Stepán Antal Ligetkuti Ákos Papp Sándor Horváth Ernő Kiss Ernő Bp. Építők                                                     | 89        |
| csapat kis mezei futás április 1. | Szekeres János Rónaszéki János Magyar Károly Török János Benyovszki István Bp. Honvéd    | 60         | Mohácsi Péter Pfeffer Ottó Kiss Lajos Kálmán László Jóny István MTK                                                                  | 82         | Simon Dénes Szabó János Rábold Gusztáv Oláh József Kapás Géza Bp. Spartacus                                                   | 86        |

### Nők
| Versenyszám                     | Arany                                                                                 | Arany    | Ezüst                                                                                           | Ezüst    | Bronz                                                                                  | Bronz    |
| ------------------------------- | ------------------------------------------------------------------------------------- | -------- | ----------------------------------------------------------------------------------------------- | -------- | -------------------------------------------------------------------------------------- | -------- |
| 100 m                           | Havas Judit Bp. Vasas                                                                 | 11,8     | Károly Zsuzsa Diósgyőri VTK                                                                     | 12,0     | Szabó Ildikó Nyíregyházi VSC                                                           | 12,3     |
| 200 m                           | Havas Judit Bp. Vasas                                                                 | 23,8     | Szabó Ildikó Nyíregyházi VSC                                                                    | 24:00    | Pusztai Éva Újpesti Dózsa                                                              | 24,3     |
| 400 m                           | Havas Judit Bp. Vasas                                                                 | 54,0     | Pusztai Éva Újpesti Dózsa                                                                       | 55,1     | Könye Irma Bp. HonvédBalogh Györgyi Bp. Vasas                                          | 55,7     |
| 800 m                           | Velekei Márta Bp. Építők                                                              | 2:05,1   | Kulcsár Magdolna Bp. Vasas                                                                      | 2:05,7   | Lipcsei Irén Debreceni Építők                                                          | 2:07,7   |
| 1500 m                          | Velekei Márta Bp. Építők                                                              | 4:15,0   | Kulcsár Magdolna Bp. Vasas                                                                      | 4:15,4   | Völgyi Zsuzsa Bp. MEDOSZ                                                               | 4:17,3   |
| 3000 m                          | Völgyi Zsuzsa Bp. MEDOSZ                                                              | 9:12,2   | Zsilák Ilona Békéscsabai Előre                                                                  | 9:13,0   | Jakab Erzsébet Győri Dózsa                                                             | 9:32,0   |
| 4 × 100 m október 20–21.        | Szívós Irén Orosz Irén Pusztai Éva Bruzsenyák Ilona Újpesti Dózsa                     | 46,8     | Gőz Sarolta Károly Zsuzsa Majzik Mária Paulin Márta Diósgyőri VTK                               | 47,0     | Sebők Klára Havas Judit Füle Zsuzsa Horváth Erzsébet Bp. Vasas                         | 47,1     |
| 4 × 200 m                       | Lukics Ildikó Tóth Éva Frank Dénesné Könye Irma Bp. Honvéd                            | 1:38,1   | Havas Judit Sebők Klára Kulcsár Magdolna Horváth Erzsébet Bp. Vasas                             | 1:39,3   | Cserjés Mária König Katalin Wieland Ilona Balatoni Anna TFSE                           | 1:41,9   |
| 4 × 400 m                       | Sebők Klára Horváth Erzsébet Havas Judit Kulcsár Magdolna Bp. Vasas                   | 3:45,0   | Szívós Irén Bruzsenyák Ilona Pusztai Éva Orosz Irén Újpesti Dózsa                               | 3:45,7   | Csipán Borbála Lukics Ildikó Tóth Éva Könye Irma Bp. Honvéd                            | 3:50,7   |
| 4 × 800 m                       | Kass Mária Szűcs Kornélia Domonkos Erzsébet Lipcsei Irén Debreceni MTE                | 9:16,6   | Katona Ilona Czebe Ilona Laczó Ilona Zsilák Ilona Békéscsabai Előre                             | 9:18,8   | Scheffner Antónia Füle Zsuzsa Méreyné Kulcsár Magdolna Bp. Vasas                       | 9:32,8   |
| 100 m gát                       | Bruzsenyák Ilona Újpesti Dózsa                                                        | 13,7 m   | Balogh Katalin Zalaegerszegi TE                                                                 | 14,0     | Zsom Erzsébet Bp. Építők                                                               | 14,0     |
| magasugrás                      | Mátay Andrea MAFC                                                                     | 181 cm   | Rudolf Erika MAFC                                                                               | 181 cm   | Zolnai Katalin Bakony Vegyész                                                          | 174 cm   |
| távolugrás                      | Papp Margit Csepel SC                                                                 | 632 cm   | Bruzsenyák Ilona Újpesti Dózsa                                                                  | 630 cm   | Woth Klára BEAC                                                                        | 613 cm   |
| súlylökés                       | Bognár Judit Bp. Honvéd                                                               | 16,82 m  | Veres Éva MTK                                                                                   | 15,85 cm | Irányi Margit Bp. Honvéd                                                               | 14,73 m  |
| diszkoszvetés                   | Bognár Judit Bp. Honvéd                                                               | 54,96 m  | Kontsek Jolán Újpesti Dózsa                                                                     | 53,40 m  | Varga Gabriella Bp. Honvéd                                                             | 53,28 m  |
| gerelyhajítás                   | Kucserka Mária Újpesti Dózsa                                                          | 54,82 m  | Barta Júlia Diósgyőri VTK                                                                       | 54,50 m  | Pálffy Katalin Bp. Vasas                                                               | 53,40 m  |
| ötpróba július 14.              | Bruzsenyák Ilona Újpesti Dózsa                                                        | 4536     | Papp Margit Csepel SC                                                                           | 4528     | Balogh Katalin Zalaegerszegi TE                                                        | 4188     |
| mezei futás (2,4 km) április 1. | Völgyi Zsuzsa Bp. MEDOSZ                                                              | 7:47,4   | Zsilák Ilona Békéscsabai Előre                                                                  | 7:50,6   | Jakab Erzsébet Győri Dózsa                                                             | 7:55,8   |
| csapat magasugrás május 5–6.    | Rudolf Erika Mátay Andrea Morvai Katalin Dudás Éva Horváth Anna MAFC                  | 167,0 cm | Rierpl Erika Csorba Virginia König Katalin Balatoni Anna Sándor TFSE                            | 166,8 cm | Zink Teréz Gulyás Ágota Katona Mária Balázs Madlovics BEAC                             | 163,2 cm |
| csapat távolugrás               | Frank Dénesné Pap Mária Lukics Ildikó Lohner Zsuzsa Pénzes Zsuzsa Bp. Honvéd          | 555,8 cm | Woth Klára Boda Teréz Gulyás Ágota Petró Zink Teréz BEAC                                        | 541,8 cm | Bata Erzsébet Bruzsenyák Ilona Szekeres Ibolya Szívós Irén Cseh Kornélia Újpesti Dózsa | 541,0 cm |
| csapat súlylökés                | Bognár Judit Irányi Margit Menyhárt Krisztina Paulányi Magda Armuth Edit Bp. Honvéd A | 14,114 m | Vranyecz Irén Varga Gabriella Frank Dénesné Krajcsovics Józsefné Horváth Gabriella Bp. Honvéd B | 12,100 m | Kontsek Jolán Bruzsenyák Ilona Kucserka Mária Loidl Márta Varga Mária Újpesti Dózsa    | 12,054 m |
| csapat diszkoszvetés            | Varga Gabriella Bognár Judit Irányi Margit Vranyecz Irén Tóth Katalin Bp. Honvéd      | 47,216 m | Kontsek Jolán Ketykó Teréz Loidl Márta Varga Mária Kovács Éva Újpesti Dózsa                     | 44,460 m | Herczeg Ágnes Varga Magdolna Józsa Zsuzsa Göttl Erika Kemény Győri Dózsa               | 40,532 m |
| csapat gerelyhajítás            | Kucserka Mária Kontsek Jolán Károlyi Magdolna Kakuszi Éva Kiss Erzsébet Újpesti Dózsa | 40,788 m | Pálfi Katalin Vágási Aranka Nyerges Mária Vasvári Mária Nagy Csilla TFSE                        | 39,020 m | Fülöp Péterné Bán Valéria Mészáros Mariann Gyarmati Katalin Domszky Emőke Bp. Vasas    | 38,716 m |
| csapat ötpróba július 14.       | Bruzsenyák Ilona Bíró Éva Szekeres Ibolya Újpesti Dózsa                               | 11 493   | Balatoni Anna König Katalin Gerő Katalin TFSE                                                   | 10 768   | Gulyás Ágota Woth Klára Zink Teréz BEAC                                                | 10 700   |
| csapat mezei futás április 1.   | Csipán Borbála Budavári Mária Könye Irma Bp. Honvéd                                   | 46       | Kulcsár Magdolna Csete Magda Kovács Edit Bp. Vasas                                              | 62       | Monspart Sarolta Lombos Éva Hanák Magda Bp. Spartacus                                  | 62       |